# Hammond (Indiana)

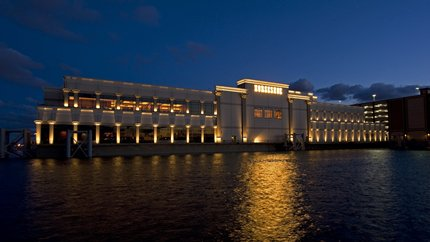
Horseshoe Hammond Casino

Hammond es una ciudad situada en el condado de Lake, Indiana, Estados Unidos. Tiene una población estimada, a mediados de 2022, de 76 575 habitantes.
Es parte del área metropolitana de Chicago.

## Geografía
La localidad está ubicada en las coordenadas 41°37′07″N 87°29′42″O / 41.61861, -87.49500 (41.618736, -87.494949). Según la Oficina del Censo, tiene una superficie total de 61.71 km², de los cuales 58.90 km² corresponden a tierra firme y 2.81 km² están cubiertos de agua.

## Demografía
Según el censo de 2020, en ese momento la ciudad tenía una población de 77 879 habitantes. La densidad de población era de 1322.22 hab./km².
| Raza                   | Núm.   | Porc.   |
| ---------------------- | ------ | ------- |
| Blancos                | 30 503 | 39.17%  |
| Afroamericanos         | 20 264 | 26.02%  |
| Amerindios             | 969    | 1.24%   |
| Asiáticos              | 646    | 0.83%   |
| Isleños del Pacífico   | 30     | 0.04%   |
| De otras razas         | 14 397 | 18.49%  |
| De una mezcla de razas | 11 070 | 14.21%  |
| Total                  | 77 879 | 100.00% |

Del total de la población, el 40.24% eran hispanos o latinos de cualquier raza.